# Bahnstrecke Trient–Mezzana
| Triebwagen ET 18 und Alstom Coradia Meridian ETi 403 im Bahnhof Trient |                     |                             |                             |
| Kursbuchstrecke (IT): | 416                 |                             |                             |
| Streckenlänge: | 66,84 km            |                             |                             |
| Spurweite: | 1000 mm (Meterspur) |                             |                             |
| Stromsystem: | 3 kV =              |                             |                             |
| Maximale Neigung: | 50 ‰                |                             |                             |
| Minimaler Radius: | 80 m                |                             |                             |
| Streckengeschwindigkeit: | 90 km/h             |                             |                             |
| |                     |                             |                             |
| Land: | Italien             |                             |                             |
| Region: | Trentino-Südtirol   |                             |                             |
| \| \| 0,00 \| Trento FTM \| 192 m \| \| \| \| Trento Nord \| \| \| \| 4,48 \| Gardolo \| 202 m \| \| \| \| Zona Industriale Spini \| \| \| \| \| Lamar \| \| \| \| 8,45 \| Lavis \| 236 m \| \| \| \| Zambana-Pressano \| \| \| \| 12,70 \| Nave San Felice \| 220 m \| \| \| \| Sorni-Sornello \| \| \| \| 16,23 \| Grumo-San Michele all’Adige \| 205 m \| \| \| \| Brennerbahn \| \| \| \| 19,43 \| Mezzocorona FS \| 218 m \| \| \| \| Mezzocorona Borgata \| \| \| \| 21,72 \| Mezzolombardo \| 223 m \| \| \| \| \| \| \| \| 25,24 \| Masi di Vigo \| 275 m \| \| \| \| Crescino \| \| \| \| \| Denno \| \| \| \| 30,03 \| Sabino \| 307 m \| \| \| \| \| \| \| \| 33,70 \| Mollaro \| 470 m \| \| \| \| Segno \| \| \| \| 37,02 \| Taio \| 520 m \| \| \| 39,06 \| Dermulo \| 549 m \| \| \| \| nach Mendel \| \| \| \| \| Dermulo-Tunnel (421 m) \| \| \| \| \| Santa-Giustina-Viadukt \| \| \| \| 40,32 \| Tassullo \| 529 m \| \| \| 44,59 \| Cles \| 664 m \| \| \| \| Cles Polo Scolastico \| \| \| \| \| Vergondola-Tunnel (2.671 m) \| \| \| \| 49,42 \| Mostizzolo \| 596 m \| \| \| \| Bozzana-Bordiana \| \| \| \| \| Tozzaga \| \| \| \| 53,58 \| Cassana \| 659 m \| \| \| \| Cavizzana \| \| \| \| \| Caldes \| \| \| \| \| Terzolas \| \| \| \| \| Malé (bis 2003) \| \| \| \| 59,52 \| Malé \| 745 m \| \| \| \| Croviana \| \| \| \| \| Monclassico \| \| \| \| \| Dimaro-Presson \| \| \| \| \| Mastellina \| \| \| \| \| Piano di Commezzadura \| \| \| \| 66,04 \| Marilleva \| 888 m \| \| \| 66,84 \| Mezzana \| 900 m \| |                     |                             |                             |
| Kopfbahnhof Streckenanfang | 0,00                | Trento FTM                  | 192 m                       |
| Haltepunkt / Haltestelle |                     | Trento Nord                 | Trento Nord                 |
| Bahnhof | 4,48                | Gardolo                     | 202 m                       |
| Haltepunkt / Haltestelle |                     | Zona Industriale Spini      | Zona Industriale Spini      |
| Haltepunkt / Haltestelle |                     | Lamar                       | Lamar                       |
| Bahnhof | 8,45                | Lavis                       | 236 m                       |
| Haltepunkt / Haltestelle |                     | Zambana-Pressano            | Zambana-Pressano            |
| Haltepunkt / Haltestelle | 12,70               | Nave San Felice             | 220 m                       |
| Haltepunkt / Haltestelle |                     | Sorni-Sornello              | Sorni-Sornello              |
| Bahnhof | 16,23               | Grumo-San Michele all’Adige | 205 m                       |
| Kreuzung geradeaus oben |                     | Brennerbahn                 | Brennerbahn                 |
| Bahnhof | 19,43               | Mezzocorona FS              | 218 m                       |
| Bahnhof |                     | Mezzocorona Borgata         | Mezzocorona Borgata         |
| Bahnhof | 21,72               | Mezzolombardo               | 223 m                       |
| Tunnel |                     |                             |                             |
| Haltepunkt / Haltestelle | 25,24               | Masi di Vigo                | 275 m                       |
| Haltepunkt / Haltestelle |                     | Crescino                    | Crescino                    |
| Haltepunkt / Haltestelle |                     | Denno                       | Denno                       |
| Haltepunkt / Haltestelle | 30,03               | Sabino                      | 307 m                       |
| Tunnel |                     |                             |                             |
| Bahnhof | 33,70               | Mollaro                     | 470 m                       |
| Bahnhof |                     | Segno                       | Segno                       |
| Haltepunkt / Haltestelle | 37,02               | Taio                        | 520 m                       |
| Bahnhof | 39,06               | Dermulo                     | 549 m                       |
| Abzweig geradeaus und ehemals nach rechts |                     | nach Mendel                 | nach Mendel                 |
| Tunnel |                     | Dermulo-Tunnel (421 m)      | Dermulo-Tunnel (421 m)      |
| Brücke |                     | Santa-Giustina-Viadukt      | Santa-Giustina-Viadukt      |
| Bahnhof | 40,32               | Tassullo                    | 529 m                       |
| Bahnhof | 44,59               | Cles                        | 664 m                       |
| Haltepunkt / Haltestelle |                     | Cles Polo Scolastico        | Cles Polo Scolastico        |
| Tunnel |                     | Vergondola-Tunnel (2.671 m) | Vergondola-Tunnel (2.671 m) |
| Bahnhof | 49,42               | Mostizzolo                  | 596 m                       |
| Haltepunkt / Haltestelle |                     | Bozzana-Bordiana            | Bozzana-Bordiana            |
| Haltepunkt / Haltestelle |                     | Tozzaga                     | Tozzaga                     |
| Haltepunkt / Haltestelle | 53,58               | Cassana                     | 659 m                       |
| Haltepunkt / Haltestelle |                     | Cavizzana                   | Cavizzana                   |
| Bahnhof |                     | Caldes                      | Caldes                      |
| Bahnhof |                     | Terzolas                    | Terzolas                    |
| Kopfbahnhof Streckenanfang und quer (Strecke außer Betrieb) · Abzweig geradeaus und ehemals nach rechts |                     | Malé (bis 2003)             | Malé (bis 2003)             |
| Bahnhof | 59,52               | Malé                        | 745 m                       |
| Haltepunkt / Haltestelle |                     | Croviana                    | Croviana                    |
| Haltepunkt / Haltestelle |                     | Monclassico                 | Monclassico                 |
| Bahnhof |                     | Dimaro-Presson              | Dimaro-Presson              |
| Haltepunkt / Haltestelle |                     | Mastellina                  | Mastellina                  |
| Haltepunkt / Haltestelle |                     | Piano di Commezzadura       | Piano di Commezzadura       |
| Haltepunkt / Haltestelle | 66,04               | Marilleva                   | 888 m                       |
| Kopfbahnhof Streckenende | 66,84               | Mezzana                     | 900 m                       |

Die Bahnstrecke Trient–Mezzana ist eine meterspurige und elektrifizierte Schmalspurbahn in Italien. Sie führte ursprünglich von Trient nach Malé und wurde 2003 nach Marilleva und 2016 weiter nach Mezzana verlängert. Betrieben wird sie heute von Trentino Trasporti S.p.A., dem Unternehmen der Autonomen Provinz Trient für den öffentlichen Personennahverkehr. Der frühere Name der Betreibergesellschaft lautete Ferrovia Elettrica Trento-Malè (FETM) beziehungsweise Ferrovia Trento-Malè (FTM). Die Bahn ist ferner auch unter dem deutschen Namen Nonstalbahn bekannt, weil sie in das gleichnamige Tal führt.

## Geschichte

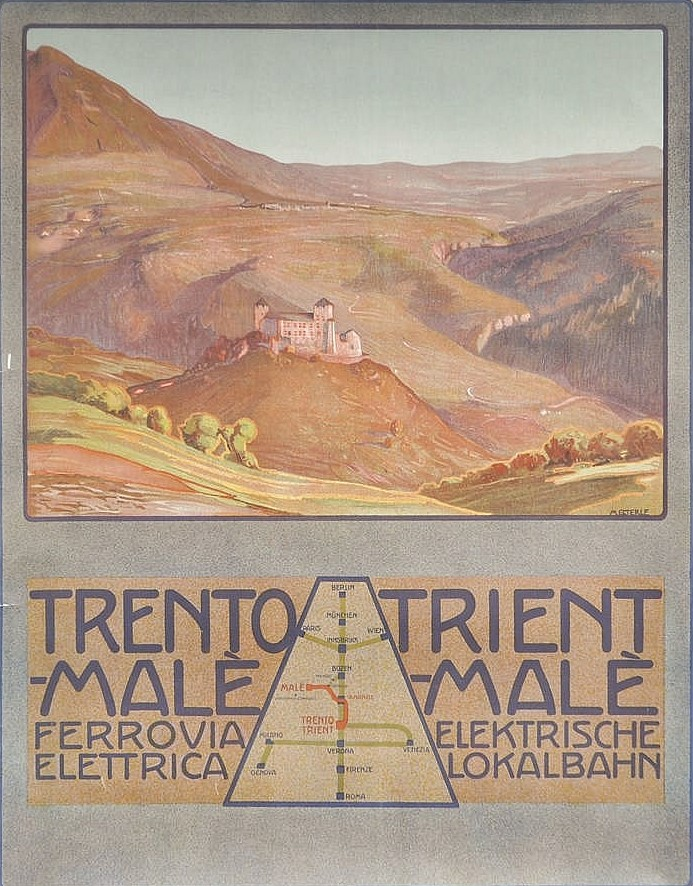
Von Max von Esterle gestaltetes Reklameplakat, um 1910

Die Planungen für die Strecke gehen auf einen Vorschlag des Bürgermeisters von Trient, Paolo Oss Mazzurana, vom 17. Oktober 1891 zurück. Die Stadt sollte mittels dieser mit den Nachbartälern verbunden werden. Vorgesehen war eine Spurweite von 760 Millimetern, auch als Bosnische Spurweite bekannt. Mit dem Bau der Berninabahn entstand aber der Plan, diese von Tirano über den Aprica- und Tonalepass bis Trient zu verlängern. Deshalb kam wie bei der Berninabahn Meterspur zur Ausführung. Nach erteilter Konzession begannen am 1. April 1907 die Bauarbeiten durch die Firma Stern & Hafferl, die unter anderem bereits mehrere ähnliche Bahnbauprojekte in Oberösterreich verwirklicht hatte. Die Strecke zwischen Trient und Malé konnte am 11. Oktober 1909 in Betrieb genommen werden. Sie war ursprünglich 59,643 Kilometer lang und wurde mit 800 Volt Gleichspannung betrieben. Die ursprüngliche Trassierung war teilweise in Form einer Überlandstraßenbahn ausgeführt, in den meisten Ortschaften führte sie auf Rillenschienen durch die Hauptstraße.
Als 1919 das Trentino mit dem Vertrag von Saint-Germain an Italien fiel, übernahm zunächst die italienische Staatsbahn die Betriebsführung. 1936 wurde die Società Autonoma Transporti Pubblici, kurz SATP, gegründet, welche die Bahn übernahm. Aus dieser ging die heutige Gesellschaft hervor. Nachdem die Bahn während des Zweiten Weltkrieges fast vollständig zerstört worden war, genehmigte das zuständige Infrastrukturministerium am 22. Dezember 1948 den Umbau der Bahn. Sie sollte unter anderem einen durchgehend eigenen Bahnkörper erhalten, um einen vollständig vom Straßenverkehr getrennten Betrieb zu ermöglichen. Die Fertigstellung des Umbaus der alten Strecke war am 29. Mai 1960, die Eröffnung fand am 25. Juni 1961 statt, einen Tag nach der Vollendung des letzten neuen Abschnittes. Die Strecke war nun 55,7 Kilometer lang und wurde mit 3000 Volt Gleichspannung betrieben. 1964 wurden neue Triebwagen beschafft. Sie nahmen am 13. Dezember ihren Dienst auf. Der letzte der alten Wagen wurde am 9. Dezember außer Dienst gestellt. Die neuen Fahrzeuge hatten eine Höchstgeschwindigkeit von 90 km/h. Mit ihnen wurde die Fahrzeit – im Vergleich zum Betrieb vor dem Umbau und mit den alten Wagen – von drei auf anderthalb Stunden verkürzt.
In den 1990er Jahren wurden nach und nach die alten S27-Schienen durch neue, wesentlich stärker belastbare S49-Schienen ersetzt. Zudem erhielt die Bahn am 13. Dezember 1994 vier neue Triebwagen. Am 26. Oktober 1995 kam es mit dem Anschluss der Bahn an die FS zu einer weiteren Verbesserung des Betriebsablaufes, und das zeitraubende Umsteigen von der Staatsbahn wurde erheblich verkürzt.
Am 6. Mai 1997 wurde die Verlängerung der Bahn nach Marilleva in Angriff genommen. Im Zuge dieser Bauarbeiten kam es auch zu einer Sanierung des Mostizzolo-Viadukts und des Vergondola-Tunnels. Mit der Eröffnung des Abschnittes nach Marilleva am 4. Mai 2003 verlängerte sich die Bahn um weitere 10,336 Kilometer. Die Eröffnung wurde allerdings von einem Unfall überschattet. Ein Dienstwagen, welcher vor dem Einweihungszug herfuhr, entgleiste an einem auf die Gleise gelegten Hindernis. Verdächtigt wurden einige im Zuge des Baus enteignete Bürger eines nahegelegenen Dorfes.
Weitere Planungen sehen vor, die Strecke noch weiter zu verlängern. Damit würde dann Fucine erreicht. Vorgesehen sind im Streckenverlauf rund drei Kilometer Tunnelstrecke. Zudem möchte man den Abschnitt zwischen Trient und Mezzolombardo zweigleisig ausbauen. Dies würde auf diesem Abschnitt einen 15-Minuten-Takt und auf den ersten acht Kilometern bis Lavis einen 7½-Minuten-Takt ermöglichen.

## Streckenführung und Betrieb

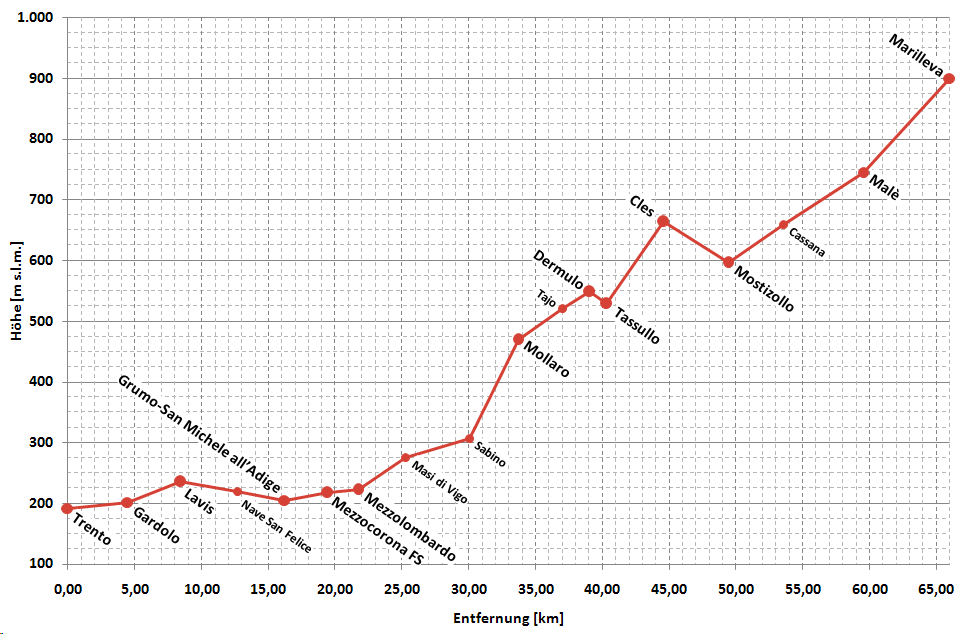
Vereinfachtes Höhenprofil der Strecke

Die Strecke beginnt im Bahnhof Trento FTM, der dem Staatsbahnhof angegliedert ist, und führt den Talboden entlang mit mehreren Betriebsausweichen zur Station Mezzocorona, wo ebenfalls Anschluss an das Netz der Trenitalia besteht. Ab Mezzolombardo verlässt die Strecke den Talboden und steigt ins Nonstal an. Über zahlreiche Viadukte und Tunnel wird schließlich die neue Endstation Mezzana erreicht. Die wohl spektakulärste Brücke ist der zwischen Dermulo und Tassullo liegende, 1959 eingeweihte Santa-Giustina-Viadukt über den Fluss Noce, mit einer Spannweite von 78 Metern und einer Höhe von 140 Metern die zu ihrer Zeit höchste Bahnbrücke der Welt. Die maximale Steigung beträgt 50 Promille, der kleinste Bogenradius 80 Meter.
Die Höchstgeschwindigkeit beträgt 90 km/h. Derzeit verkehren manche Kurse nur bis und ab Malé und zur Verstärkung werden Schnellkurse angeboten.

## Fahrzeuge
Die Fahrzeuge der Beschaffungsgeneration waren vierachsige elektrische Triebwagen der Reihen 41/s.0 und 42/s.0 der kkStB und ähnelten den Ursprungsfahrzeugen der Lokalbahn Innsbruck–Hall in Tirol (L.B.I.H.i.T.). Von diesen Fahrzeugen blieb kein Exemplar erhalten. Erhalten ist als Denkmalfahrzeug ein aus einem aufgefundenen originalen Wagenkasten rekonstruierter Beiwagen, dessen Fahrgestell allerdings in wesentlichen Teilen auf einem Güterwagen der Rhätischen Bahn beruht. Weiters sind noch einige wenige Güterwagen aus der Eröffnungszeit vorhanden.
Bei den modernen Fahrzeuge aus italienischer Produktion handelt es sich überwiegend um mehrteilige Gelenktriebwagen.
- Vier Triebwagen stammen aus dem Jahr 1995 von Ansaldo: ET 15-18.
- Vierzehn Triebwagen wurden ab 2005 von Alstom beschafft: ETi 8/8 401-414.[3]

### Triebwagen ET 15–18
Die Triebwagen ET 15–18 sind 36,78 m lang und 2,65 m breit. Sie bieten 95 Sitz- und 150 Stehplätze. Zusätzlich können zwei Rollstühle untergebracht werden. Das Leergewicht der Fahrzeuge beträgt 66,7 Tonnen. Acht Gleichstrommotoren beschleunigen die Züge mit 1 m/s2 auf eine Höchstgeschwindigkeit von 90 km/h. Zusammen haben sie eine Leistung von 880 kW.

### Triebwagen ETi 401–414
Die Triebwagen ETi 401–414 sind 40,2 m lang und 2,65 m breit. Sie bieten 106 Sitz- und 140 Stehplätze. Zusätzlich können zwei Rollstühle untergebracht werden. Das Leergewicht der Fahrzeuge beträgt 77 Tonnen. Acht Drehstrom-Asynchronmotoren beschleunigen die Züge mit 1,1 m/s2 auf eine Höchstgeschwindigkeit von 120 km/h. Zusammen haben sie eine Leistung von 1360 kW. Die Triebwagen sind mit einer Klimaanlage ausgestattet.